# Romantisme national norvégien

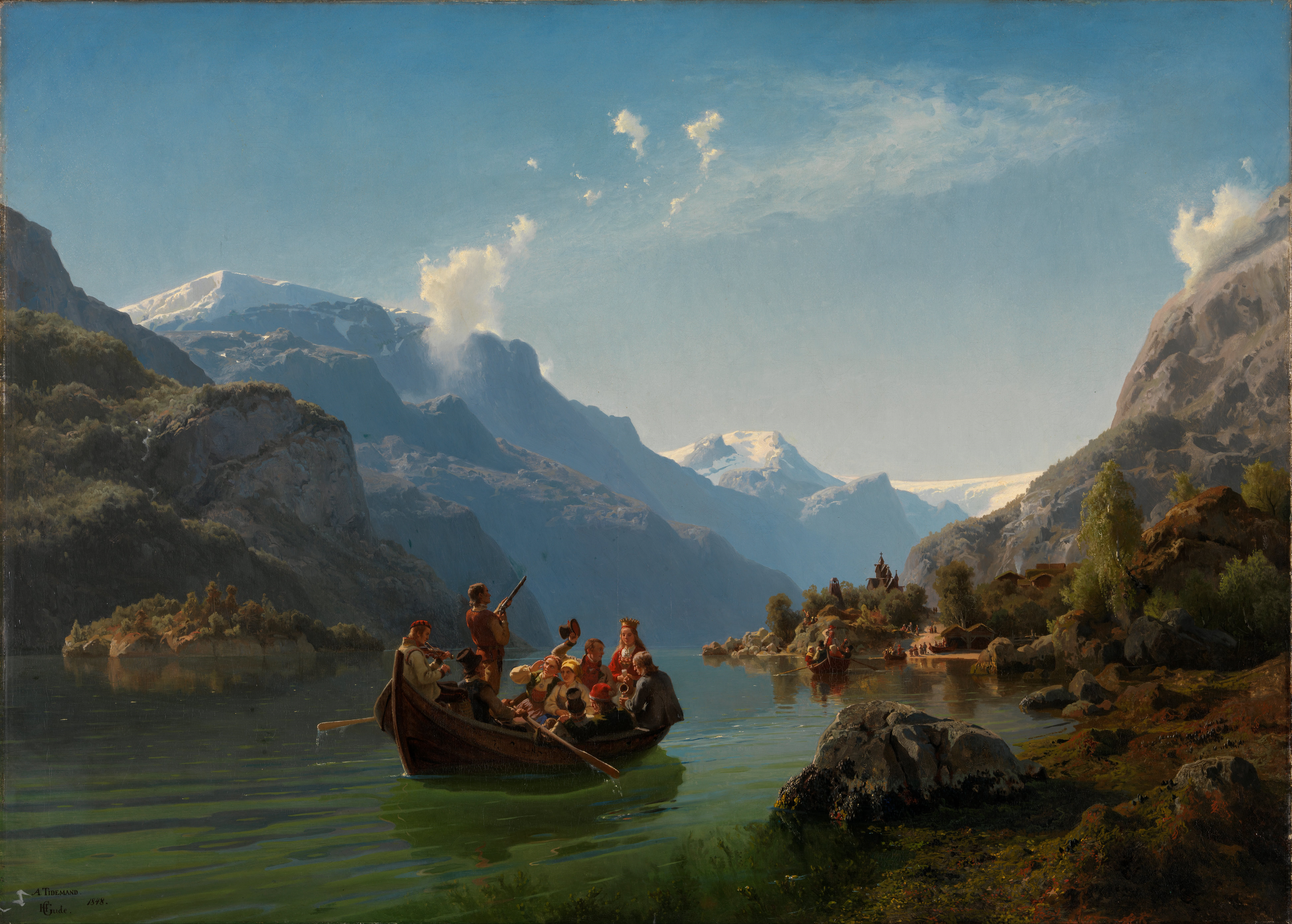
Tableau de Hans Gude et de Adolph Tidemand.

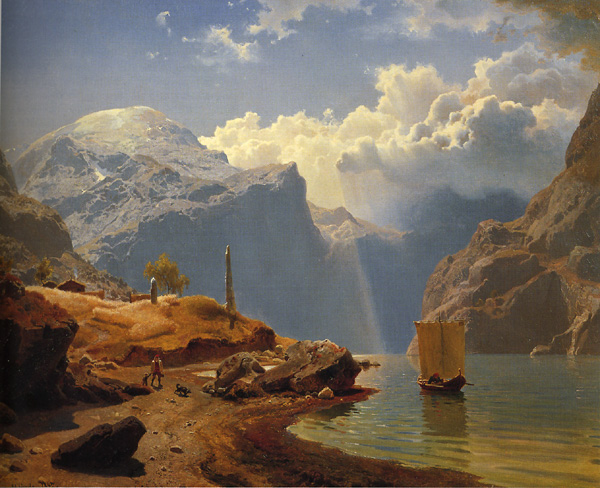
Peinture romantique de Hans Gude.

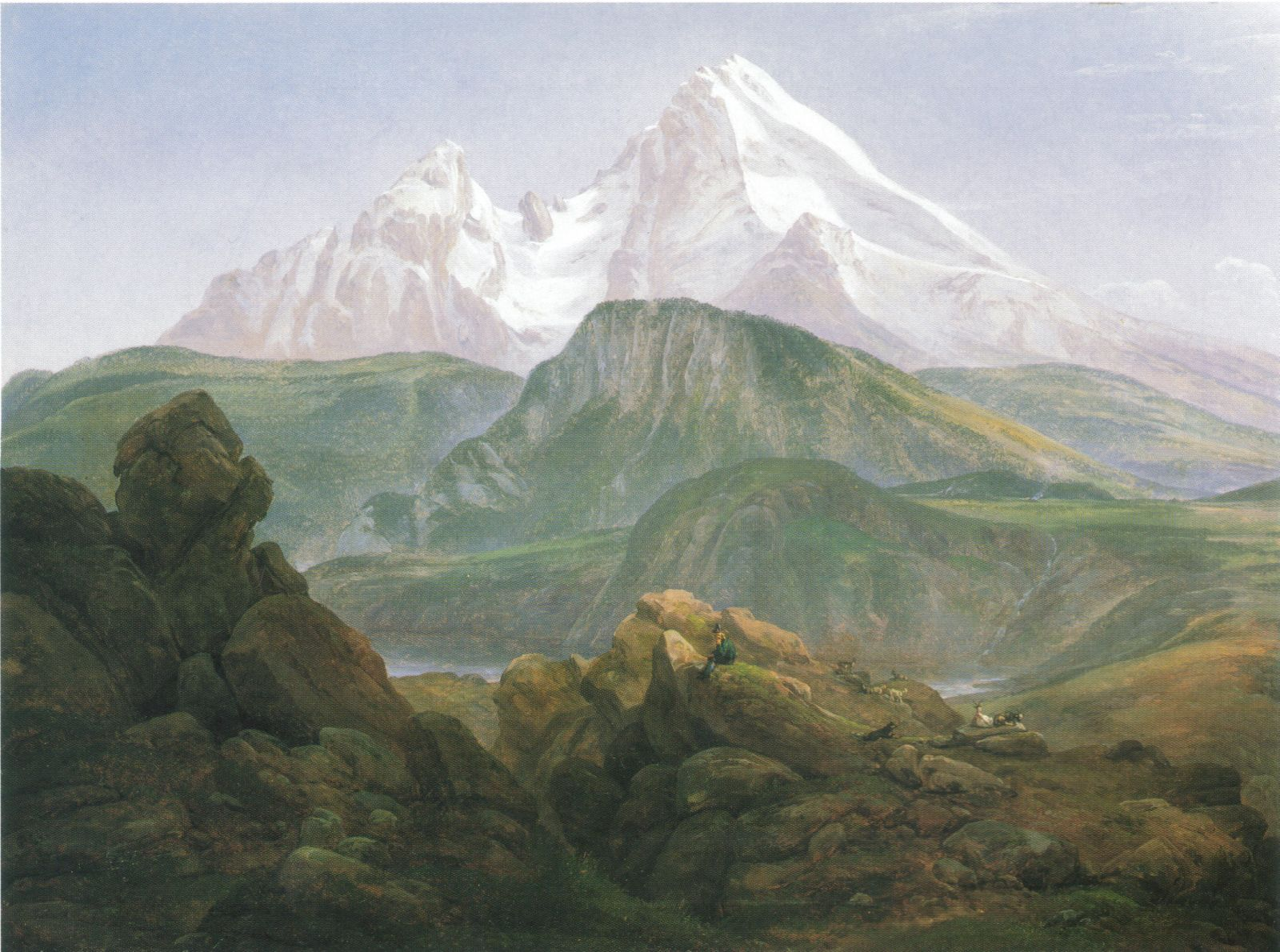
Toile du peintre Johan Christian Dahl.

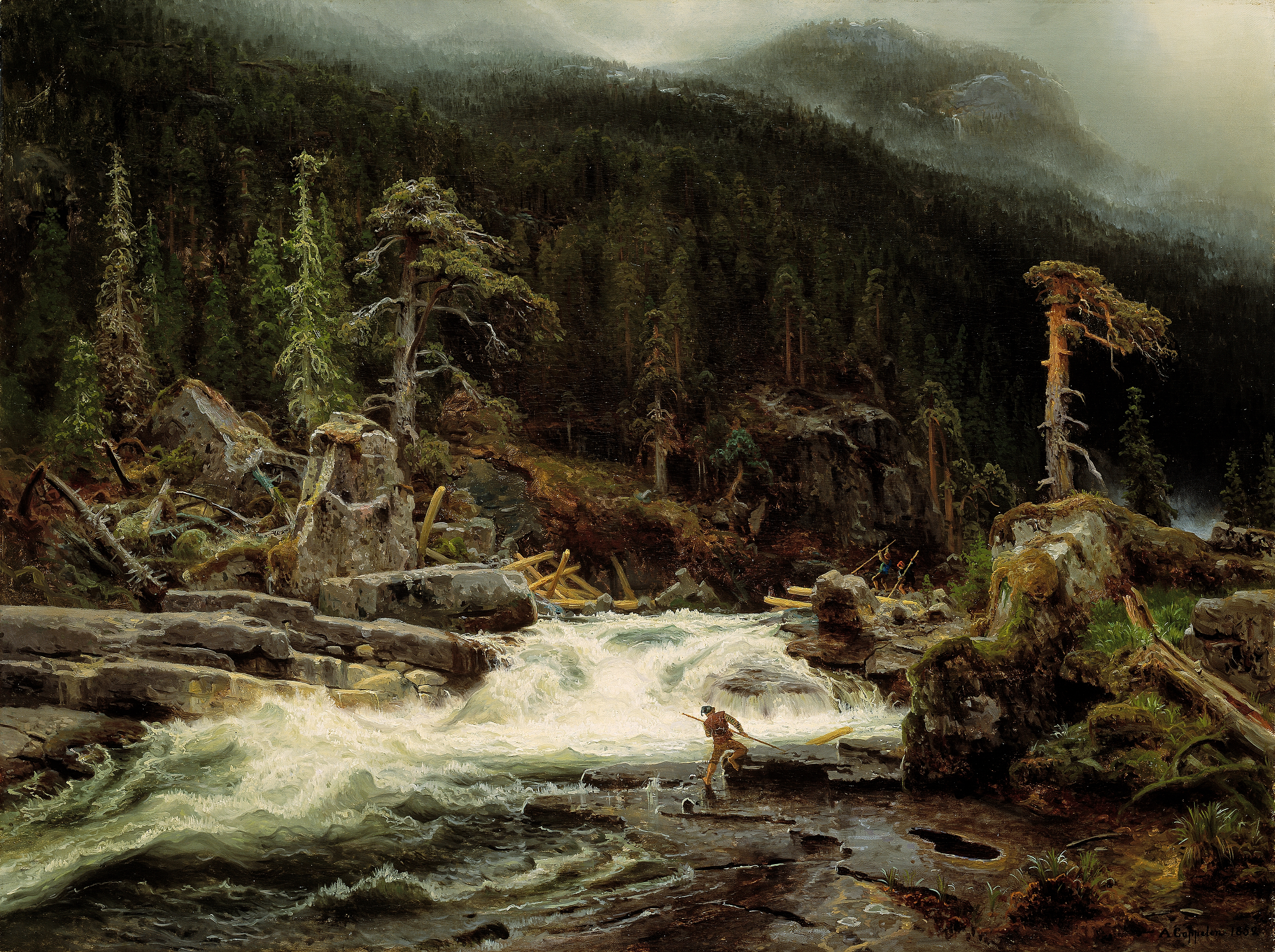
Peinture de August Cappelen.

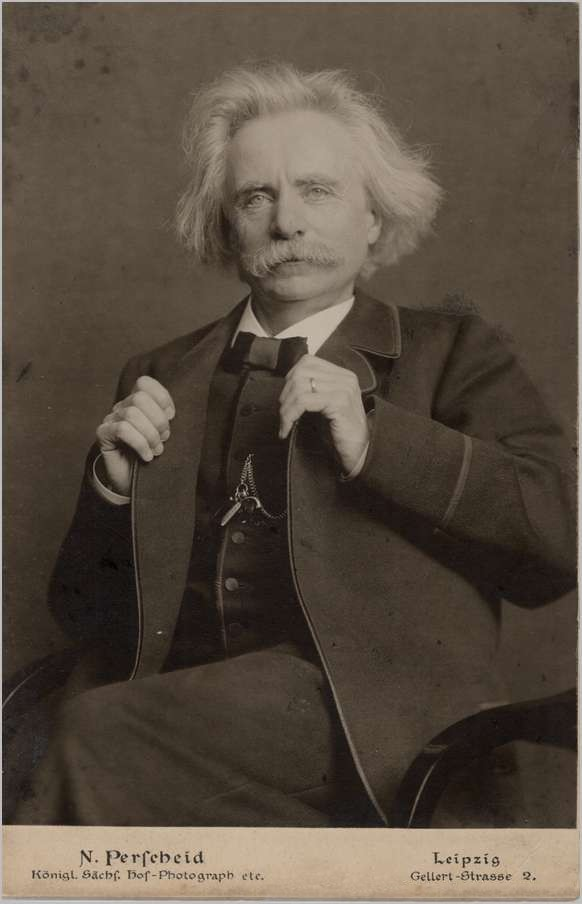
Le compositeur de musique romantique Edvard Grieg.

Le Romantisme national norvégien (en norvégien : Nasjonalromantikken) est un mouvement artistique, littéraire et culturel populaire qui mettait l'accent sur l'esthétique de la nature norvégienne et le caractère unique de l'identité nationale norvégienne. Sujet de nombreuses études et débats en Norvège, il était caractérisé par la nostalgie d'un passé idéalisé. Ce mouvement prend racine dès la seconde moitié du xviiie siècle, mais s'épanouit au milieu du xixe siècle. Ce mouvement s'inscrit dans le Nationalisme romantique qui a parcouru l'Europe de la fin du XVIIIe siècle jusqu'au début du XXe siècle.

## Historique
Le contexte et l'impact du romantisme national norvégien découlent de l'histoire récente et de la situation politique. À la suite de la peste noire, la Norvège est devenue dépendante du Danemark, et Copenhague est devenue la capitale des deux pays dans le cadre d'une union personnelle. Par la suite, il y a eu une fuite des cerveaux de personnes talentueuses de la Norvège vers le Danemark, qui ont étudié à l'université de Copenhague et sont devenus des intellectuels et des icônes culturelles au Danemark, notamment l'humaniste du siècle des Lumières Ludvig Holberg. 
Après plus de 400 ans en tant que petite partie dépendante de l'union Danemark-Norvège et traitée comme un marigot culturel par le gouvernement absent à Copenhague, la seule culture uniquement norvégienne a été trouvée parmi les agriculteurs et les paysans des districts ruraux de Norvège. 
En 1814, la Norvège avait obtenu une indépendance partielle dans une union personnelle avec le Royaume de Suède. 
Pour les Norvégiens, ayant réaffirmé leurs aspirations politiques en 1814, la question d'une identité norvégienne distincte est devenue importante. Alors que la culture urbaine prenait également de l'importance dans les districts ruraux, le riche patrimoine culturel de la campagne norvégienne était menacé. En conséquence, un certain nombre d'individus ont entrepris de collecter les récits et œuvres diverses de la mémoire et de la culture typiquement norvégienne, espérant ainsi préserver et promouvoir un sentiment d'identité norvégienne.
Aux derniers jours du mouvement romantique national, les efforts ont été renouvelés pour collecter les bâtiments ruraux, l'artisanat et les arts. Artur Hazelius, le fondateur du Nordiska museet à Stockholm, a rassemblé (et sans doute sauvé) de grandes collections et les a envoyées en Suède.
Le dernier roi de l'union entre la Suède et la Norvège, Oscar II, fut partisan de cette nouvelle vague de collection, à l'origine de l'un des plus anciens musées en plein air, aux origines du Musée folklorique norvégien. Il a soutenu le gestionnaire des domaines royaux à Bygdøy, dans ses efforts pour rassembler les vieux bâtiments des districts ruraux. Parmi les bâtiments qui se trouvent encore au musée, l'église médiévale en bois de Stavkirke de Gol, déplacée ici au début des années 1880, est la plus importante. Peu de temps après, d'autres pionniers ont participé aux efforts pour sauver des pièces importantes de l'architecture et de l'artisanat traditionnels norvégiens. Anders Sandvig a créé le musée de Maihaugen à Lillehammer. Hulda Garborg a commencé la collection de costumes folkloriques traditionnels (bunad) et de danses.
Cette politique de conservation et de préservation du patrimoine norvégien est toujours en cours, mais est devenu plus systématique à mesure que d'autres mouvements culturels occupaient le devant de la scène en Norvège à la fin du xixe et au début du xxe siècle. Le romantisme national norvégien a eu un impact énorme sur l'identité nationale norvégienne. Le personnage Askeladden des contes de fées est considéré comme faisant partie intégrante de la tradition norvégienne. Le Jour de la Constitution norvégienne, même dans des villes comme Oslo et Bergen, une grande partie des gens s'habillent en bunad pour le défilé, impensable il y a 100 ans.

## Collecte des sources populaires norvégiennes
Les collectionneurs de ce type les plus connus dans les années 1840 et 1850 étaient : 
- Peter Christen Asbjørnsen et Jørgen Moe, qui ont rassemblé des contes de fées et des histoires de la majeure partie du pays ;
- Magnus Brostrup Landstad et Olea Crøger (en) , qui ont recueilli des chansons folkloriques en particulier dans le comté de Telemark ;
- Ludvig Mathias Lindeman (en) qui a rassemblé des airs folkloriques et a jeté les bases d'une tradition d'hymne norvégienne distincte, distincte des psaumes danois et allemands qui avaient jusque-là la plus grande influence sur la haute musique norvégienne;
- Ivar Aasen, un linguiste qui a mené des analyses de vocabulaire, d'idiomes et de grammaire principalement de la Norvège occidentale et des vallées montagneuses en supposant que les graines originales d'une langue norvégienne s'y trouvaient. Il a synthétisé une grammaire, un vocabulaire et une orthographe pour une langue norvégienne distincte qui est devenue l'origine du nynorsk.

Ces réalisations ont eu un impact durable sur la culture et l'identité norvégiennes, un impact qui peut être observé dans l'influence sur les arts visuels, la musique classique et la littérature, représentée par exemple : 
- Les peintres Adolph Tidemand, Hans Fredrik Gude, Johan Christian Dahl, August Cappelen ;
- Les écrivains Jørgen Moe, Peter Christen Asbjørnsen, Aasmund Olavsson Vinje, Bjørnstjerne Bjørnson et Henrik Ibsen ;
- Les compositeurs de musique romantique Ole Bull et Edvard Grieg.